# Provincia de Nicaragua
Provincia de Nicaragua, también llamada Gobernación de Nicaragua, fue una entidad administrativa y territorial del Imperio español, creada en 1527y disuelta en 1821 con la independencia de España de la provincia de Nicaragua y Costa Rica. Fue creada a partir de los terrenos centrales del istmo centroamericano ubicados más al occidente de la zona ocupada por las gobernaciones de Veragua y Castilla de Oro
Además, provincia de Nicaragua fue también una entidad administrativa territorial del imperio mexicano (1821-1823) y posteriormente de las provincias Unidas de Centro América hasta la formación del Estado de Nicaragua en 1824. 

## Antecedentes (-1527)
Entre septiembre y diciembre de 1502, Cristóbal Colón en su cuarto viaje navega las costas del mar Caribe de las actuales Honduras, Nicaragua, Costa Rica y Panamá, tomando posesión de dichas costas bajo el nombre de Veragua (los indígenas le afirman la existencia de un gran canal, tierra adentro, en un lugar que llaman Cigare, decidiendo explorar un canal hacia el interior, llegando hasta su término navegable, ahí los indígenas le informan de una ruta terrestre, cruzando montañas a nueve días de camino, para llegar a otro mar u océano, por lo que inicia el trayecto por tierra, pero luego decide no internarse más y regresar a las costas del mar Caribe, de manera que no llega a conocer la "Mar del Sur", luego llamada Océano Pacífico).
El 6 de enero de 1503, Cristóbal Colón establece Santa María de Belén, en la región de Veragua, su primer asentamiento en tierra firme (en el continente), que es obligado a abandonar el 16 de abril de 1503, dado que intenta apropiarse de riquezas de los indígenas guamíes (Ngäbe), además de intentar su cristianización, y se origina una lucha entre los guaimíes (Ngäbe) y los marineros de Cristóbal Colón, donde mueren algunos españoles, aunque la mayoría logra huir hacia los barcos y retornar a las islas en el mar Caribe.
El 6 de junio de 1508, luego de desconocer los derechos de los herederos de Cristóbal Colón en "las tierras que descubriese", la corona española firma una capitulación que otorga a Diego de Nicuesa la Gobernación de Veragua, ubicada entre el cabo Gracias a Dios y el golfo de Urabá, en la vertiente caribeña del llamado Reino de Tierra Firme. 
En 1510, Diego de Nicuesa funda Nombre de Dios, que será primer puerto de la Flota de Indias en el Reino de Tierra Firme.
En 1510, Martín Fernández de Enciso funda Santa María la Antigua del Darién, pero los colonos españoles deciden deponerlo y otorgarle el mando a Vasco Núñez de Balboa, por lo que decide regresar a la península ibérica para reclamar el territorio del Darién, pero pertenece a Veragua (según Carta Real), que es gobernada por Diego de Nicuesa.
En 1510, Diego de Nicuesa, gobernador de Veragua, considera al asentamiento de Santa María la Antigua del Darién como una intromisión en su territorio, y trata de castigar a sus colonizadores, pero Vasco Núñez de Balboa logra derrotar a Diego de Nicuesa, que luego es abandonado en el mar, en una barca que se hunde y fallece ahogado.
En diciembre de 1510, el hijo primogénito de Cristóbal Colón, Diego Colón (que en julio de 1509 ha asumido como gobernador general del Virreinato de las Indias, la máxima autoridad en América), nombra a Vasco Núñez de Balboa como su lugarteniente en el territorio del Darién.
El 1 de marzo de 1511, luego de la muerte de Diego de Nicuesa, Vasco Núñez de Balboa asume "de facto" los territorios de la Gobernación de Veragua, así como los nuevos territorios explorados hacia el este que serán integrados a la futura Castilla del Oro de Pedro Arias de Ávila.
El 25 de septiembre de 1513, Vasco Núñez de Balboa toma posesión de la "Mar del Sur" (Océano Pacífico) que ha explorado; luego el rey Fernando II de Aragón, como regente del reino de Castilla, lo nombra el 23 de diciembre de 1513, gobernador y capitán general del Darién, al mismo tiempo que lo nombra Adelantado de la Costa del Mar del Sur.
En julio de 1514, Pedro Arias de Ávila asume como gobernador y capitán general de Castilla del Oro (al este de la Gobernación de Veragua), comprendiendo territorios en el este de Panamá y la parte norte de Colombia (había sido nombrado al cargo en mayo de 1513).
El 19 de octubre de 1518, en Zaragoza, la corona española capitula con el piloto Andrés Niño una licencia para explorar y descubrir mil leguas, en la costa de la Mar del Sur (Océano Pacífico), hacia las islas Molucas, en calidad de empresa estatal de poblamiento.
El 15 de enero de 1519, es decapitado Vasco Núñez de Balboa, en el puerto de Acla (en la vertiente caribeña de la actual Panamá), por orden de Pedro Arias Dávila, gobernador de Castilla de Oro entre 1514 y 1526, dado que pretende apropiarse de sus derechos de exploración y posesión como Adelantado de la Costa del Mar del Sur.
El 6 de abril de 1519, en Barcelona, la corona española nombra a Gil González Dávila como capitán de la armada del piloto Andrés Niño, con facultades de tomar posesión y "ejercer justicia en las tierras e islas que descubriese" en la costa de la Mar del Sur (Océano Pacífico), hacia las islas Molucas, en calidad de empresa estatal de poblamiento.
En julio de 1519, Gaspar de Espinosa, Juan de Castañeda y Hernán Ponce de León, enviados por Pedro Arias Dávila (sin la autorización de la corona española), exploran el litoral de la "Mar del Sur", desde Punta Burica (actualmente fronteriza entre Costa Rica y Panamá), hasta el Golfo de Nicoya (actualmente Costa Rica), donde inicialmente creen que puede ubicarse el "Estrecho Dudoso" (la supuesta unión entre la "Mar del Sur" y el Mar Caribe, en el Océano Atlántico).
Entre enero de 1522 y junio de 1523, el territorio de Nicaragua es explorado y tomado en posesión por Gil González Dávila con autorización de la corona española. Después es gobernado "de facto" (sin la autorización de la corona española) por un enviado de Pedro Arias Dávila, el capitán Francisco Hernández de Córdoba, (octubre 1523 - junio 1526), Pedro Arias Dávila (junio-julio 1526), Pedro Gutiérrez de los Ríos y Aguayo (julio 1526 - mayo 1527), Diego López de Salcedo y Rodríguez (mayo 1527 - abril 1528), Pedro Arias Dávila (la primera gobernación "de jure", abril 1528 - mayo 1531) , luego Francisco de Castañeda (1531-1535), Diego Álvarez Osorio (1535), Rodrigo de Contreras y de la Hoz (1536-1544), entre otros.
Desde septiembre de 1526, durante su etapa de gobiernos bajo Castilla de Oro y otros gobiernos "de facto", como el gobierno de Diego López de Salcedo y Rodríguez (mayo 1527 - abril 1528), el territorio de Nicaragua fue una dependencia de la Real Audiencia de Santo Domingo.

## Provincia de Nicaragua española (1527-1821)

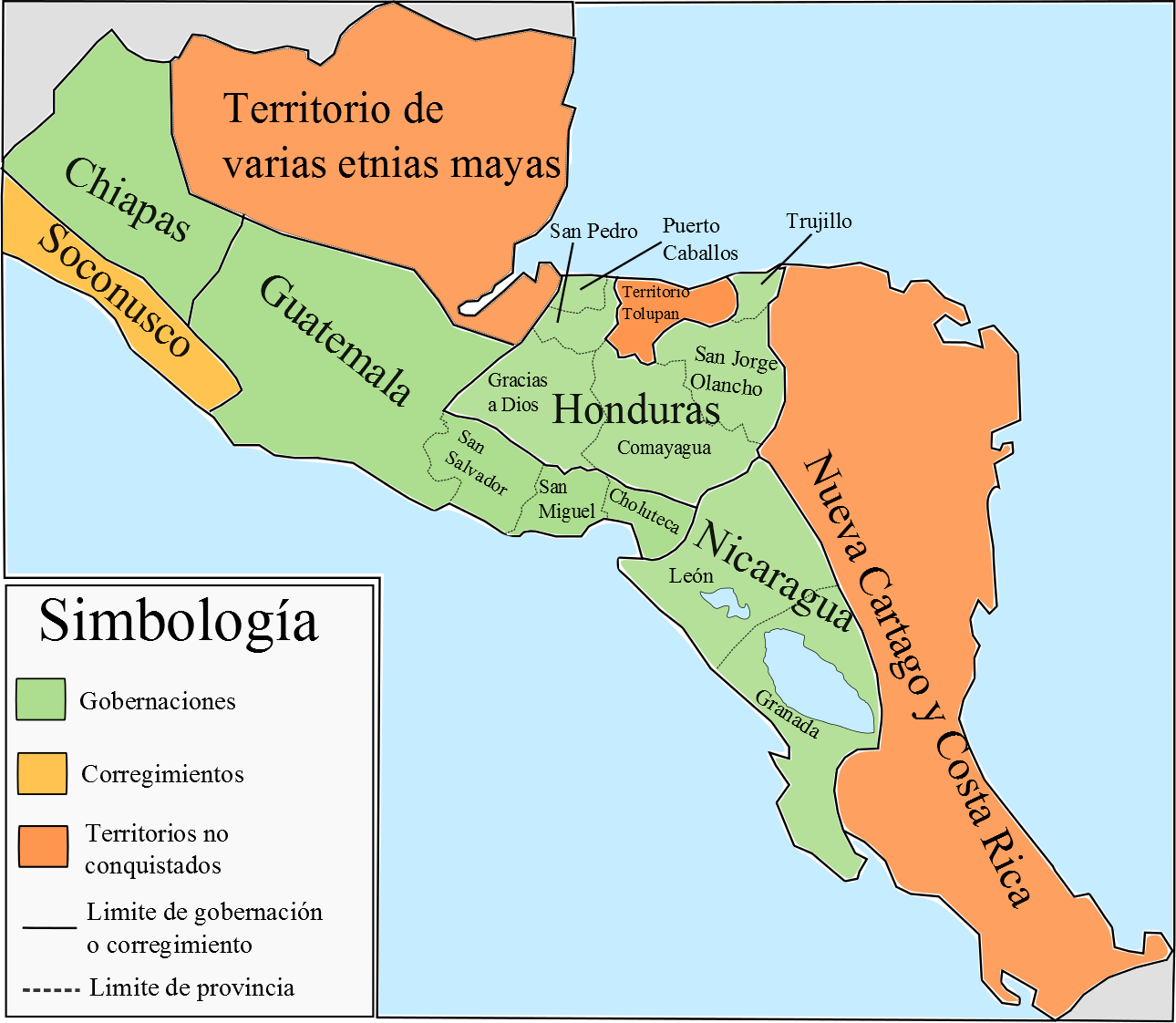
La gobernación de Nicaragua y sus territorios (jurisdicciones de villas y ciudades que reparten encomiendas), y las demás gobernaciones y provincias existentes en el istmo, luego de la creación de la Provincia de Costa Rica en 1539 y antes de creación de la Real Audiencia de los Confines en 1542

Al fallecimiento de Gil González Dávila, quien contaba con la autorización de la corona española para gobernar la provincia de Nicaragua, Pedro Arias Dávila solicita la autorización formal para gobernarlo y el 16 de marzo de 1527, mediante real cédula de la corona española, se confiere el territorio de la provincia de Nicaragua a Pedro Arias Dávila, a la vez que abandona la gobernación del territorio de Castilla de Oro. Pedro Arias Dávila asume en abril de 1528 luego de derrotar al usurpador Diego López de Salcedo y Rodríguez, gobernador de Hibueras; la provincia incluye el territorio del antiguo reino de Nicoya, puesto que se solicita establecer si el territorio de la Villa de Bruselas (ubicada al extremo sur del antiguo reino de Nicoya) debe pertenecer a la provincia de Nicaragua, o si debe gobernarse bajo la autoridad de Castilla de Oro; y una Real Cédula del 21 de abril de 1529 resuelve el conflicto a favor de la provincia de Nicaragua, a pesar de que la villa de Bruselas ha sido abandonada definitivamente.
En 1527, la provincia confinaba al norte con la provincia de Hibueras, al sur con el territorio entonces sin explorar en el oeste de Castilla de Oro que luego fue llamado provincia de Costa Rica (en 1539), al este con la Gobernación de Veragua, y al oeste con el océano Pacífico; bajo el imperio español, la provincia depende de la Real Audiencia de Santo Domingo hasta mayo de 1539.
Entre 1527 y 1786, la provincia llega a comprender diferentes partidos y corregimientos: León (con título de gobierno), El Realejo, Sutiaba, Segovia, Matagalpa, Chontales, Monimbó, Granada, Nicaragua y Nicoya; e incluso, algunos de los gobernadores de la provincia de Nicaragua (1527-1786) ejercen a la vez como gobernadores de la provincia de Nueva Cartago y Costa Rica (1540-1573), o de la provincia de Costa Rica (1573-1812).
En 1532, durante el período de Francisco de Castañeda como gobernador interino (1531-1535) de la provincia, se funda el puerto de La Posesión, conocido como El Realejo.
En 1535, Rodrigo de Contreras y de la Hoz es designado gobernador de Nicaragua, y reemplaza a Diego Álvarez de Osorio, gobernador interino y obispo de Nicaragua, luego ordena la exploración del río Yare (río Coco, río Segovia o río Wanki), y organiza la explotación aurífera de la región norte de la provincia.  

Plano Geografico de la mayor parte de el Reyno de Goatemala (1770) con el nombre de provincia de León de Nicaragua

En 1539 el gobernador Rodrigo de Contreras y de la Hoz organiza una expedición por el río San Juan desde el lago de Nicaragua hasta su desembocadura en el mar Caribe. 
Bajo el imperio español, la provincia depende entre mayo de 1539 y septiembre de 1543 de la Real Audiencia de Panamá; entre septiembre de 1543 y mayo de 1563 de la Real Audiencia de los Confines de Guatemala y Nicaragua; entre mayo de 1563 y junio de 1568 vuelve a depender de la Real Audiencia de Panamá; finalmente entre junio de 1568 y diciembre de 1786 depende de la Real Audiencia de Guatemala (la Provincia de Nicaragua es convertida en la Intendencia de León, que en mayo de 1812 deriva en la provincia de Nicaragua y Costa Rica, después en mayo de 1814 se restablece la Intendencia de León, luego en marzo de 1820 resurge la provincia de Nicaragua y Costa Rica, vigente en el momento de la independencia de Centroamérica de 1821, cuando finaliza la dependencia a la Real Audiencia de Guatemala del imperio español); la provincia de Nicaragua y Costa Rica (independiente) se extingue el 1 de diciembre de 1821, al surgir la nueva Provincia de Costa Rica y la nueva Provincia de Nicaragua (también independientes).
En 1543, el gobernador Rodrigo de Contreras y de la Hoz ordena fundar Nueva Segovia como base de la explotación de oro, al norte de la provincia. 
En 1554, el Corregimiento de Nicoya o Alcaldía Mayor de Nicoya es separado por primera vez (entre varias veces) de la provincia de Nicaragua.
Entre 1568 y 1786, la provincia tiene su duración más larga como dependencia de la Audiencia y Cancillería Real de Santiago de Guatemala, el más alto tribunal de la Corona española, con funciones plenas de administración de gobierno (civil, militar y de justicia) en el llamado reino de Guatemala (término civil) o Capitanía General de Guatemala (término militar), en los territorios del actual estado mexicano de Chiapas y de las actuales repúblicas de Guatemala, Belice, Honduras, El Salvador, Nicaragua y Costa Rica.
Luego de 1573, la provincia confina al norte con el partido de Tegucigalpa y la Honduras y Totogalpa, al este con la Provincia de Taguzgalpa (antes llamada Nueva Cartago, luego denominada Mosquitia), al sur con la provincia de Costa Rica, y al oeste con el océano Pacífico.
En 1786, el imperio español organiza el sistema de intendencias en el denominado reino de Guatemala y crea la intendencia de León, al reunir al territorio de la provincia de Nicaragua con la Alcaldía Mayor de Nicoya.

### Provincia de Nicaragua y Costa Rica
Mediante una ley del 23 de mayo de 1812, las Cortes de Cádiz segregan del llamado reino de Guatemala, a la intendencia de León y a la provincia de Costa Rica (que estaba bajo un gobierno militar dependiente de la Capitanía General de Guatemala, con las mismas facultades de una Intendencia pero con un rango menor, ya que en lo hacendario dependía de la Intendencia de León), para reunirlos en una nueva circunscripción llamada provincia de Nicaragua y Costa Rica, que se constituye junto a la provincia de Guatemala, en una de las dos diputaciones españolas en la región de Centroamérica.
En 1812, la Diputación Provincial de Nicaragua y Costa Rica estaba integrada por un total de siete diputados, correspondiendo uno para León, Granada, Rivas, Segovia, y Nicoya; y dos por Cartago.
En mayo de 1814, con la abolición de la Constitución de Cádiz son disueltas la Provincia de Guatemala y la Provincia de Nicaragua y Costa Rica, para volverse a formar el llamado reino de Guatemala con todas sus dependencias, entre ellas, la Intendencia de León y la Provincia de Costa Rica.
En marzo de 1820, se restablece la Constitución de Cádiz y de nuevo es disuelto el llamado reino de Guatemala y todas sus dependencias, como la Intendencia de León y la Provincia de Costa Rica, retornando la existencia de la Provincia de Guatemala y la Provincia de Nicaragua y Costa Rica.
El 13 de diciembre de 1820, la Diputación Provincial de Nicaragua y Costa Rica dividió el territorio provincial en siete partidos: El Realejo, Nueva Segovia, León, Granada, Nicaragua (Rivas), Nicoya y Costa Rica.

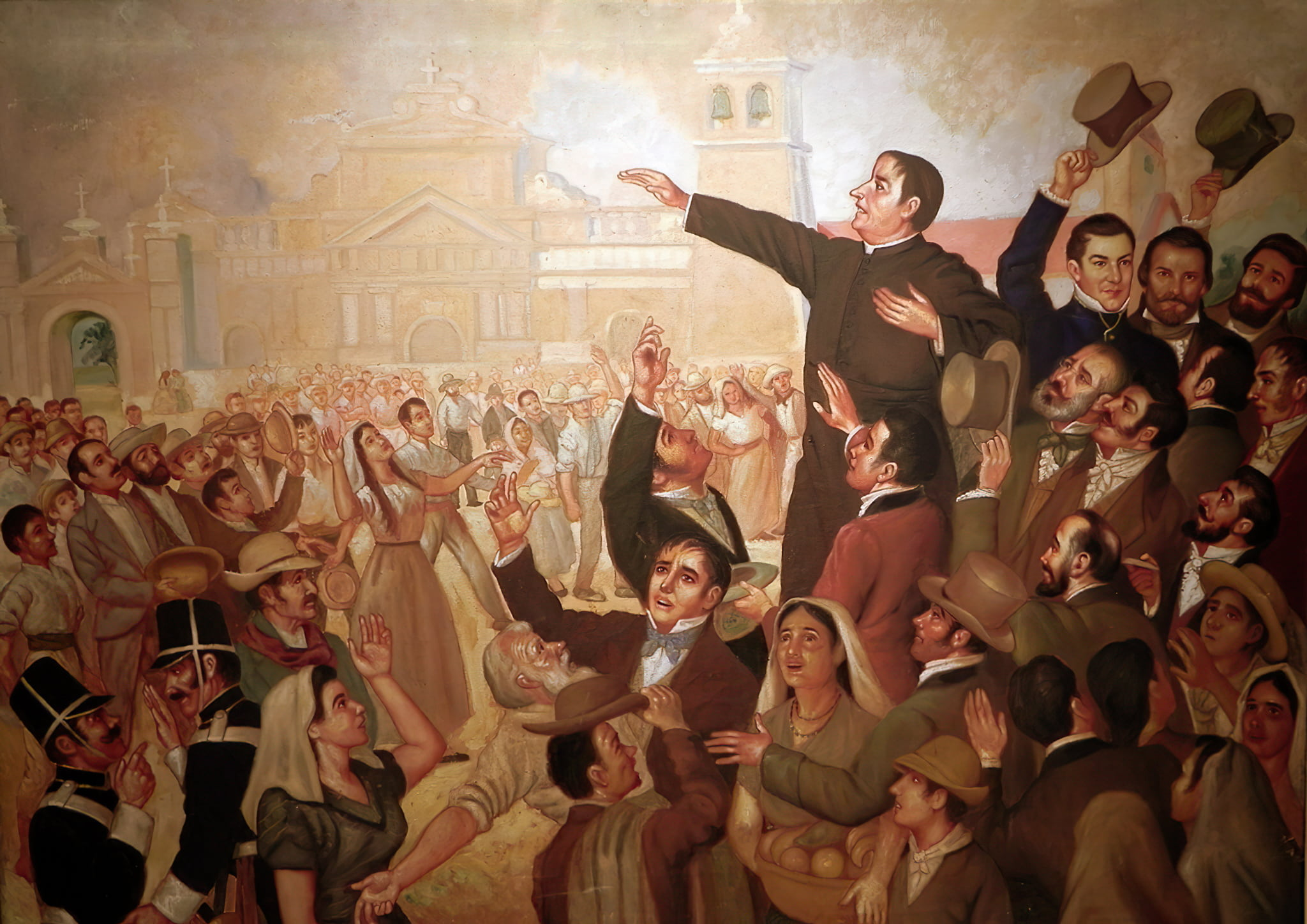
Primer grito de independencia centroamericana, ocurrido en San Salvador. En el cuadro resalta la figura de José Matías Delgado.

El 15 de septiembre de 1821, en la Ciudad de Guatemala se redacta el Acta de Independencia de Guatemala, que proclama su independencia de España, mientras en León, las autoridades de la Provincia de Nicaragua y Costa Rica aún no se pronuncian, lo cual genera expectación en el partido de Granada y en el partido de Costa Rica.
El 28 de septiembre de 1821, en León, las autoridades de la Provincia de Nicaragua y Costa Rica expresan una postura ambigua ante el Acta de Independencia de la Provincia de Guatemala, al emitir la llamada Acta de los Nublados, redactada por delegados de la Diputación Provincial de Nicaragua y Costa Rica, y el obispo Nicolás García Jerez.
El 28 de septiembre de 1821, en la Ciudad de México se redacta el Acta de Independencia del Imperio Mexicano, que proclama la formación de un Imperio Mexicano, de acuerdo al Plan de Iguala de Agustín de Iturbide, y aspira a la anexión de las provincias centroamericanas, generando expectativas de confrontación en estos territorios.
En 1821, como reacción a la independencia de Guatemala respecto a España, y las aspiraciones de las autoridades mexicanas de anexión de las provincias centroamericanas, las diferentes intendencias de la Provincia de Guatemala se constituyen en nuevas provincias, tales como la Provincia de Ciudad Real de Chiapas, la Provincia de Comayagua, la Provincia de San Salvador y la nueva Provincia de Guatemala (a la vez que el Gobierno Superior Político y Militar de Guatemala continúa centralizando el mando militar de los territorios de las provincias centroamericanas, mientras se reciben invitaciones de anexión que les remite la regencia del Primer Imperio mexicano de Agustín de Iturbide).

## Provincia de Nicaragua del imperio mexicano (1821-1823)
El 11 de octubre de 1821, las autoridades de la Provincia de Nicaragua y Costa Rica proclaman la independencia absoluta de España y la anexión a México, pero existen varias desavenencias en el territorio, dado que mientras las autoridades de la Provincia de Nicaragua y Costa Rica con sede en León (partido de León) disponen la anexión a México, el partido de Granada y el partido de Costa Rica erigen gobiernos que se oponen a dicha anexión.

### Separación de Costa Rica
El 1 de diciembre de 1821, el partido de Costa Rica se constituye en una nueva provincia de Costa Rica, al emitir una Constitución denominada Pacto Social Fundamental interino o Pacto de Concordia, finalizando la Provincia de Nicaragua y Costa Rica, y se forma una nueva provincia de Nicaragua (independiente durante diciembre de 1821).
El 5 de enero de 1822, la Junta Provisional Consultiva de Guatemala acuerda la anexión de Centroamérica a México.
El 12 de junio de 1822, las fuerzas del Primer Imperio mexicano de Agustín de Iturbide, al mando de Vicente Filísola asumen el control de la Ciudad de Guatemala.

## Provincia de Nicaragua de Provincias Unidas de Centro de América (1823-1824)
El 19 de marzo de 1823, finaliza el Primer Imperio mexicano de Agustín de Iturbide y las provincias centroamericanas se disponen a separarse de México, a excepción de la Provincia de Ciudad Real de Chiapas.
El 1 de julio de 1823, las provincias centroamericanas se constituyen en un estado federal denominado Provincias Unidas del Centro de América.
El 25 de julio de 1824, al prolongarse la guerra civil en la Provincia de Nicaragua entre el partido de León y el partido de Granada, la Provincia de Costa Rica inicia su proceso de anexión del partido de Nicoya, que es separado de la Provincia de Nicaragua, a pesar de sus protestas y la posición ambigua de las Provincias Unidas del Centro de América.
El 22 de noviembre de 1824, el estado denominado Provincias Unidas del Centro de América se constituye en la República Federal de Centro América, a la vez que la Provincia de Nicaragua pasa a denominarse Estado de Nicaragua y lo mismo sucede en las demás provincias centroamericanas.